# Monomorium tynsorum
Monomorium tynsorum är en myrart som beskrevs av Bolton 1987. Monomorium tynsorum ingår i släktet Monomorium och familjen myror. Inga underarter finns listade i Catalogue of Life.